# Űrlift

A Földi űrlift az űrt elérő, a Föld egyenlítőjéhez rögzített kábelből áll. A végéhez ellensúly rögzítésével (vagy ugyanazzal a céllal a kábel kiterjesztésével) a tömegközéppontja jóval a földállandó pálya fölé kerül. A Föld forgásából adódó felfelé ható centrifugális erő biztosítja a kábel feszített kinyúlását, teljes mértékben ellensúlyozva a lefelé ható gravitációs húzóerőt. A földállandó szint felett a mászóknak a felső irányban lesz súlyuk, mivel a centrifugális erő meghaladja a gravitációt. (A föld átmérőjéhez képesti magasság beállítandó. Az ellensúly magassága tervenként változik, és egy általános, működőképes magasság került bemutatásra.)

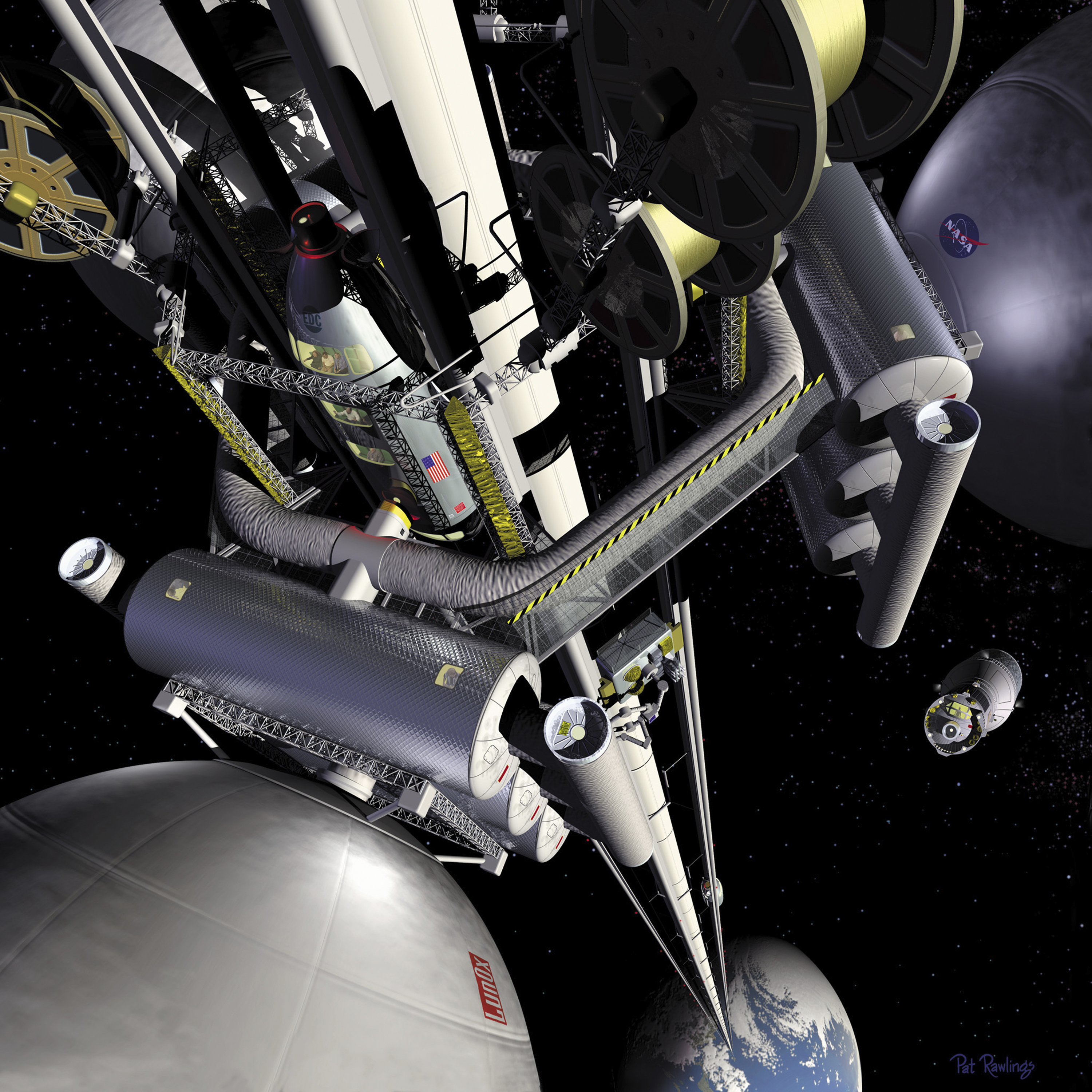
NASA-fantáziarajz egy űrliftről

Az űrlift az űrközlekedés tervezett rendszere. A fő alkotóeleme egy szalagszerű kábel (más néven pányva) a felszínhez rögzítve, és az űrbe kiterjesztve. A kábel mentén a bolygófelszínről, mint például a Föld, közvetlenül az űrbe, vagy föld körüli pályára, nagy rakéták segítsége nélkül történő eszközszállítás lehetővé tételére lett tervezve. Egy Földbázisú lift az egyik végével az egyenlítő közelében a felszínhez rögzített, másik végével az űrben a földállandó pályán (35.800 km magasság) kívül érő kábelből áll. Az alsó részen versengő erősebb gravitációs, és a felső végénél erősebb, kifele ható centrifugális erő biztosítja a kábel fenntartását, feszességét, és mozdulatlanságát a Föld egy pozíciója felett. Ha elkészül, a pányva gépi erővel folyamatosan pályára emelésre, és a pályáról a felszínre visszaeresztésre kerül.
Az űrlift elképzelése Konsztantyin Eduardovics Ciolkovszkij, a modern rakétatechnika és űrkutatás megalapozója által 1895-ben került először megjelenésre. Egy szabadon álló tornyot javasolt, mely a Föld felszínétől a földállandó pályáig ért. Mint minden épület, Ciolkovszkij szerkezete is nyomás alatt állna, a tömegét alulról megtámasztva. 1959 óta az űrliftről alkotott legtöbb elképzelés kizárólag a szakítószilárd szerkezetekre összpontosított, a rendszer súlyának fentről történő megtartásával. A szakítószilárd elképzelésekben az űrpányva a földállandó pálya mögötti nagy tömegből (az ellensúly) kiindulva ér le a földre. Ez a szerkezet a Föld és az ellensúly között egy fejjel lefelé tartott függőónhoz hasonlóan feszültség alatt van. Az űrlifteket gyakran babszárnak, űrhídnak, űrliftnek, űrlétrának, űrhorognak, pályatoronynak vagy pályaliftnek nevezik.
A viszonylag erős gravitációjával a Földön a jelenlegi technológia nem alkalmas olyan pányvához szükséges anyagok előállítására, melyek az űrlift felépítéséhez kielégítően erősek és könnyűek. Az űrlift újabb elképzelései azonban a pányvaterv szakítószilárdságához használt szén- vagy bórnitrid nanocső tekintetében figyelemre méltóak. Ezeknek a molekuláknak a mért szilárdsága magas a sűrűségükhöz képest, és ígéretes anyagok a Föld-bázisú űrlift megvalósíthatóságához.
Az elképzelés más bolygókon és égitesteken is alkalmazható. A Földnél gyengébb gravitációjú Naprendszeren belüli helyeken (például a Hold vagy a Mars) a szilárdsághoz viszonyított sűrűség követelmények nem annyira nagyok a pányva anyagoknál. A jelenleg rendelkezésre álló anyagok (mint például a kevlár) elég erősek és könnyűek ahhoz, hogy azokon a helyeken űrliftként használhatók lehessenek.

## Történet

### Korai elképzelések
Az űrlift alapelképzelése 1895-ben keletkezett, amikor Konsztantyin Ciolkovszkij orosz tudós egy olyan toronyhoz kapott ihletet a párizsi Eiffel toronyból, amely elér egészen az űrig, a felszíntől kezdve a földállandó pálya magasságáig (a tengerszint felett 35.790 kilométerre (22.238 mi)) megépítve. Megjegyezte, hogy az indaszerű kábel tetején lévő „égi kastély” a föld körül földállandó pályán keringő „kastély” lehetne (a kastély mindig a Föld ugyanazon pontja fölött tartózkodna).
Mivel a lift a kábelen való felfelé haladás közben elérné az első kozmikus sebességet, a torony tetejéről elengedett tárgynak meglenne az első kozmikus sebessége a földállandó pályán maradáshoz. Az űrliftek legújabb elképzeléseivel ellentétben, Ciolkovszkij (tanulmány) tornya egy nyomás alatt álló szerkezet, a szakítószilárd (vagy "pányva") szerkezettel szemben.

### 20. század
Egy nyomás alatt álló szerkezet felépítése a talajszintről nem bizonyult megvalósíthatónak, mivel nem volt olyan anyag, amely elég nyomásszilárdsággal rendelkezik saját súlya megtartásához ilyen feltételek mellett. 1959-ben egy másik szovjet tudós, Jurij Arcutanov ennél megvalósíthatóbb tervet javasolt. Arcutanov szerint egy földállandó műholdat felhasználva lehetne a szerkezetet fentről lefelé telepíteni. Egy ellensúly segítségével a kábel földállandó pályáról ereszkedne a Föld felszínére, míg az ellensúlyt kiterjesztenék a Földdel ellentétes irányba, a kábelt folyamatosan a Föld felszínének azonos pontja felett tartva. Arcutanov ötlete az oroszul beszélő közönségnek 1960-ban, a Komszomolszkaja Pravda vasárnapi mellékletében közölt interjúban került bemutatásra, angolul viszont csak jóval később vált elérhetővé. Javasolta továbbá a kábel elvékonyítását, a kábel feszültsége ezáltal állandóvá válik – ez a földszinten vékony kábelt jelent, amely a földállandó pálya felé vastagodik.
Mind a torony, valamint a kábel elképzelése a New Scientist 1964. december 24-i számának látszólag humoros Ariadne rovatában jelent meg.
1966-ban négy amerikai mérnök, Isaacs, Vine, Bradner és Bachus újra feltalálták az elképzelést, „égi horog”-nak elnevezve, és elemzésüket a Science folyóiratban publikálták. Elhatározták, hogy meghatározzák, milyen fajta anyag szükséges egy űrlift megépítéséhez, feltételezve, hogy az egy állandó keresztmetszettel rendelkező egyenes kábel lenne, és úgy találták, hogy az erősségének kétszer nagyobbnak kellene lennie, mint az akkor létező anyagoknak, a grafitot, kvarcot és gyémántot is beleértve.
Jerome Pearson amerikai tudós 1975-ben még egyszer elővette az elképzelést, az eredményeit az Acta Astronautica újságban publikálva. Ő  egy elvékonyodó keresztmetszetet tervezett, amely jobban megfelel a lift építéséhez. Az elkészült kábel a földállandó pályánál lenne a legvastagabb, ahol legnagyobb a feszültség, és a végeknél a legvékonyabb, csökkentve ezzel az egységre jutó bármely keresztmetszetnél elbírandó súlymennyiséget. Egy ellensúly használatát javasolta, 144 000 kilométeres magasságig (90 000 mérföld, a Hold távolságának majdnem a fele) lassan kiterjesztve a lift alsó részének kiépítése közben. Nagy ellensúly nélkül a kábel felső részének hosszabbnak kellene lennie mint az alsó rész a gravitációs és centrifugális erők Földtől való távolsággal való változása miatt. Az elemzése kitért olyan zavaró tényezőkre mint a Hold gravitációja, szél és hasznos teher mozgatása a kábelen fel és le. Az lift felépítéséhez használt anyag súlya több ezer űrsikló felszállást igényelt volna, habár az anyagok egy részét fel lehetne szállítani a liften, amint a minimális szilárdságú fonál elérte a talajt, vagy az űrben előállítható az aszteroidákon vagy a holdon található ércből.
1979-ben az űrliftek szélesebb közönségnek is bemutatásra kerültek Arthur C. Clarke Az éden szökőkútjai című regényének, melyben a mérnökök a kitalált szigetország, Taprobane (pontatlanul Srí Lanka, még ha délre is mozgott az egyenlítőhöz), valamint Charles Sheffield első, A világok közötti háló című regényének egyidejű kiadásával, melyben szintén az űrlift építését vázolta fel. Három évvel később Robert A. Heinlein 1982-es Péntek című novellájában a főszereplő használja a „Nairobi babszárat” utazásaihoz. Kim Stanley Robinson 1993-as Vörös Mars című regényében a telepesek űrliftet építenek a Marson, mely lehetővé teszi még több telepes érkezését, valamint az ott bányászott természeti erőforrások Földre szállítását. David Gerrold 2000-es Kiugrás a bolygóról című regényében egy család kirándulása az Ecuadori „babszáron” lényegében egy gyermek-elhelyezéses gyerekrablás. Gerrold könyvében megvizsgálja a fejlett lift technológia ipari alkalmazásának lehetőségét is.

### 21. század
A szén nanocsövek 1990-es években történt kifejlesztése után a NASA/Marshall Fejlett Projektjei Iroda mérnöke, David Smitherman felismerte, hogy ezeknek az anyagoknak az erőssége segíthet az égi horog koncepciójának megvalósításában, és létrehozott egy műhelyt a Marshall Űrrepülési Központban, több tudós és mérnök meghívásával annak érdekében, hogy megvitassák az elképzelést és terveket állítsanak össze egy lift elkészítéséhez, a koncepció megvalósításához. Az általa szerkesztett, a műhelyből származó információkból összeállított cikk, "Űrliftek: avagy fejlett föld-űr infrastruktúra az új évezredhez", bevezetőként szolgál a technológia akkori állásához (1999), és összefoglalja az eredményeket.
Egy másik amerikai kutató, Bradley C. Edwards 100,000 km (62,137 mi) hosszú papírvékonyságú szalag előállítását javasolta, szén nanocső összetételű anyag felhasználásával. A széles-vékony szalagszerű keresztmetszet formát választotta a korábbi kör keresztmetszet felfogás helyett, mivel ennek a formának nagyobb az esélye a meteoritok hatásait túlélni. A szalag keresztmetszet forma továbbá nagy felületet biztosít a fülkéknek az egyszerű görgők segítségével történő mászáshoz. A Fejlett Elgondolások NASA Intézete támogatásával Edward munkája továbbfejlesztésre került a telepítési elképzelések, mászó/fülke terv, energiaszolgáltató rendszer, űrszemét elkerülés, horgonyrendszer, túlélő atomos oxigén, a horgony nyugat Csendes-óceáni egyenlítőnél való elhelyezésével a villámlás és hurrikánok elkerülése, építkezési költségek, építkezési ütemterv és környezeti kockázatok irányába.
A fejlesztés felgyorsítása érdekében a támogatók több versenyt is terveznek, az Ansari X-díjhoz hasonlóan, a megfelelő technológiák érdekében. Ezek között van a Lift:2000, amely éves versenyeket rendez a mászóknak, szalagoknak és energia-sugárzó rendszereknek, a Robojátékok Űrlift Szalagmászó Verseny, valamint a NASA Százéves Kihívások program, amely 2005 márciusában partnerséget jelentett be az Űrdíj Alapítvánnyal (a Lift:2000 működtetője), a nyeremények teljes díját 400.000 dollárra emelve.
Az első Európai Űrlift Kihívás (EuŰLK, angol rövidítése EuSEC) 2011-ben zajlott, egy mászó szerkezet megalkotására.
2005-ben az "űrlift vállalatok Liftkapu Csoportja bejelentette a Millville, New Jersey-i szén nanocső gyártó vállalat felépítését, hogy ezzel az erős anyaggal különböző üveg, műanyag és fém vállalatokat szolgáljanak ki. Habár a Liftkapu reméli, hogy a szén nanocsöveket fel lehet majd használni a 100 000 km (62 000 mi) űrlifthez is, ez a beruházás segít profitot termelni rövid távon, és új gyártási módszerekkel kapcsolatos kutatás fejlesztést végezni. A cél az űrlift 2010-es elindítása volt." 2006. február 13-án a Liftkapu Csoport bejelentette, hogy még abban a hónapban tesztelték egy 1,6 km hosszú szénszál összetételű hurokból és üvegszál szalagokból készült "űrlift pányvát", 5 cm (2 in) szélességgel és 1 mm (nagyjából 13 papírlap) vastagsággal, léggömbökkel felemelve.
2007-ben, az Űrlift:2010 megtartotta a 2007-es űrlift játékokat, mely 500.000 dolláros díjazást tűzött ki mindkét versenyre (összesen 1.000.000 dollár), valamint további 4.000.000 dollárt a következő öt évre az űrlifttel kapcsolatos technológiák díjazására. Egy csapat sem nyerte meg a versenyt, viszont az MIT egyik csapata benevezte az első 2 grammos (0.07 oz), 100% szén nanocsövet a versenyre. Japán nemzetközi konferenciát szervezett 2008-ban az űrlift felépítéséhez szükséges időbeosztás felvázolására.
2008-ban Dr. Brad Edwards és Philip Ragan "A bolygó elhagyása űrlift segítségével" című könyve japánul került kiadásra, és nagy sikert ért el. Ennek hatására Japán bejelentette a szándékát egy űrlift felépítésére, várhatóan egy trillió jen értékben (5 billió euró/ 8 billió dollár). Az angol The Times tokiói tudósítója, Leo Lewis egyik riportjában felfedte Suichi Ono, a Japán Űrlift Társaság elnökének terveit. Lewis szavai szerint: "Japán meggyőződése növekszik abban a tekintetben, hogy a növekvő akadémiai és ipari tudásbázis képes az [építkezéssel] kapcsolatos problémák megoldására, és még egy elképesztően alacsony egy trillió jenes (5 billió euró/ 8 billió dollár) árat is fel tudott mutatni a lift megépítéséhez. Japán híres globális vezető szerepéről a pontosságot igénylő tervezésben és a csúcsminőségű anyagok előállításában, mely nélkül ez az elképzelés soha nem valósulhatna meg."
2011-ben a Google felfedte terveit az űrlifttel kapcsolatban titkos Google X Lab telephelyén folytatott terveiről.
2012-ben az Obayashi Vállalat bejelentette, hogy 38 éven belül meg tudja építeni az űrliftet szén nanocső technológia felhasználásával. 200 kilométer per órás sebességgel, az F szintet 7.5 napos túrával érné el a 30 utasra tervezett kabinjával. Nem készült költségbecslés, pénzügyi terv, vagy más részletezés. Ez azt sugallja, az időzítéssel és egyéb tényezőkkel együtt, hogy a bejelentés leginkább a cég egyéb kezdődő projektjeinek népszerűsítése érdekében történt Tokióban.

## Az űrlift fizikája

### A látszólagos gravitációs mező
Egy űrlift kábel a Föld forgásával együtt forog. A kábelhez erősített tárgyakra kifelé (felfelé) ható centrifugális erő hat, mely részlegesen, teljesen avagy jobban ellensúlyozza a lefele ható gravitációs erőt az adott pontban. Minél magasabban van a kábelen, annál nagyobb a felfelé ható centrifugális erő, és annál jobban ellensúlyozza a lefelé ható gravitációt. A földszinkron pálya felett egyúttal erősebbé válik, mint a gravitáció. A kábel hosszában ez a (lefelé ható) aktuális gravitáció és a (felfelé ható) centrifugális erő különbsége a látszólagos gravitációs mező.
A látszólagos gravitációs mező a következőképp írható le:
A lefelé ható aktuális gravitációs erő csökken a hosszúsággal: {\displaystyle g=-G\cdot M/r^{2}}
A felfelé ható centrifugális erő növekszik a hosszúsággal a bolygó forgása következtében: {\displaystyle a=\omega ^{2}\cdot r}
Összegezve, a látszólagos gravitációs mező a kettő összege:
{\displaystyle g=-G\cdot M/r^{2}+\omega ^{2}\cdot r}
ahol
g a gyorsulása az aktuális gravitációnak, vagy látszólagos gravitációnak lefele (negatív) vagy felfelé (pozitív) a függőleges kábel mentén (m s-2),
a a centrifugális gyorsulás felfele (pozitív) a függőleges kábel mentén (m s-2),
G a gravitációs konstans (m3 s-2 kg-1)
M a föld tömege (kg)
r a föld középpontjától mért távolság (m),
? a föld forgási sebessége (radián/mp).
A kábel bizonyos pontján felfelé, a két kifejezés (a lefelé ható gravitáció és a felfelé ható centrifugális erő) kiegyenlíti egymást, a kábelhez erősített tárgyaknak nincs súlyuk ennél a pontnál. Ez az állandó pályánál tapasztalható. Ez a szint (r1) függ a bolygó tömegétől, valamint a forgási sebességétől. Az aktuális gravitációt és a centrifugális gyorsulást kiegyenlítve kapjuk:
{\displaystyle r_{1}=(G\cdot M/\omega ^{2})^{1/3}}
A Földön ez a szint 35 786 km (22 236 mi) a felszín felett az úgynevezett földállandó pálya.
Egy földszinkron állomásról nézve bármely, a pányva Földhöz közelebb eső pontjáról eldobott tárgy lefelé gyorsul. A földszinkron pálya fölött bárhonnan eldobva, a tárgy az űr felé gyorsul.

### Kábel szakasz
A legfőbb technikai problémát történetileg a kábel fenntartásának tartották, annak feszültséggel és a bármely pontban ránehezedő súllyal együtt. Az űrlift kábelének legnagyobb feszültségnek kitett függőleges pontja a földállandó pályánál található, 35 786 km (22 236 mi)-el a Földi egyenlítő felett. Ez azt jelenti, hogy a kábel anyagának a terhelésével együtt elég erősnek kell lennie ahhoz, hogy fenntartsa a saját súlyát a felszíntől mintegy 35.786 km-ig. Bármely kábel, melynek a keresztmetszete ennél a pontnál nagyobb mint a felszínen, nagyobb hosszt képes fenntartani. Az anyag mellett egy űrliftnél további fontos tervezési tényező, hogy a keresztmetszet hogyan vékonyodik 35.786 km-ről lefelé a minimális mértékig a felszínen.
Az adott mennyiségű kábelanyag hasznosítható többlet erősségének maximalizálásához a kábel keresztmetszet területi tervének úgy kell kinéznie bármely adott pontnál, hogy arányos legyen a rá ható erővel.
Egy ilyen, hozzákapcsolt mászók nélküli, nagy űr-szemét magasságokban elvékonyodás nélküli, stb. idealizált terv keresztmetszete kielégíti a következő differenciálegyenletet:
{\displaystyle \sigma \cdot dS=g\cdot \rho \cdot S\cdot dr}
vagy
{\displaystyle dS/S=g\cdot \rho /\sigma \cdot dr}
vagy
{\displaystyle dS/S=-\rho /\sigma \cdot (G\cdot M/r^{2}+\omega ^{2}\cdot r)\cdot dr}
ahol
g a sugármenti gyorsulás (m·s-2),
S a kábel keresztmetszet területe bármely r pontban, (m2) és a szórása dS szintén (m2 ),
? a kábelhez használt anyag sűrűsége (kg·m-3).
? a keresztmetszeti terület nyúlás nélküli feszültségtűrő képessége (N·m-2=kg·m-1·s-2), avagy a rugalmassági határ.
A g értéke adott az első egyenlet alapján, melynek eredménye:
{\displaystyle \Delta \left[\ln(S)\right]{}_{r_{1}}^{r_{0}}=\rho /\sigma \cdot \Delta \left[G\cdot M/r+\omega ^{2}\cdot r^{2}/2\right]{}_{r_{1}}^{r_{0}}},
a r1 (földállandó) és r0 (alap) közötti változást figyelembe véve.
Az eredmény alapján eközött a két pont között, ez a mennyiség egyszerűen kifejezhető mint:
{\displaystyle \Delta \left[\ln(S)\right]=\rho /\sigma \cdot g_{0}\cdot r_{0}\cdot (1+x/2-3/2\cdot x^{1/3})}, vagy
{\displaystyle S_{0}=S_{1}.e^{\rho /\sigma \cdot g_{0}\cdot r_{0}\cdot (1+x/2-3/2\cdot x^{1/3})}}
ahol {\displaystyle x=\omega ^{2}\cdot r_{0}/g_{0}} az egyenlítőnél lévő centrifugális erő és a gravitációs erő közötti hányados.

### Kábelanyagok
A szabad töréshosszúság segítségével lehet összehasonlítani anyagokat: ez a nem vékonyodó hengeres kábel hossza, amelynél a saját súlya alatt elszakad az állandó gravitációnak köszönhetően. Egy adott anyagnál ez a hosszúság ?/?/g0. A szabad töréshosszúság szükséges mértékét a következő egyenlettel lehet kiszámolni
{\displaystyle \Delta \left[\ln(S)\right]=\rho /\sigma \cdot g_{0}\cdot r_{0}\cdot (1+x/2-3/2\cdot x^{1/3})}, ahol {\displaystyle x=w^{2}\cdot r_{0}/g_{0}.}
Amennyiben nem vesszük figyelembe az x tényezőt (mely a szükséges erősséget nagyjából 30%-kal csökkenti), az egyenlet megmutatja, hogy a szakasz hányados e-vel egyenlő (exponenciális) ha:
{\displaystyle \sigma =\rho \cdot r_{0}\cdot g_{0}.}
Amennyiben az anyag ennek mindössze a szabad töréshosszúságnak a tizedrészét bírja el, egy földállandó pályánál szükséges szakasz e10 (22026 tényező) szorosa a felszíni szakasznak.

## Szerkezet

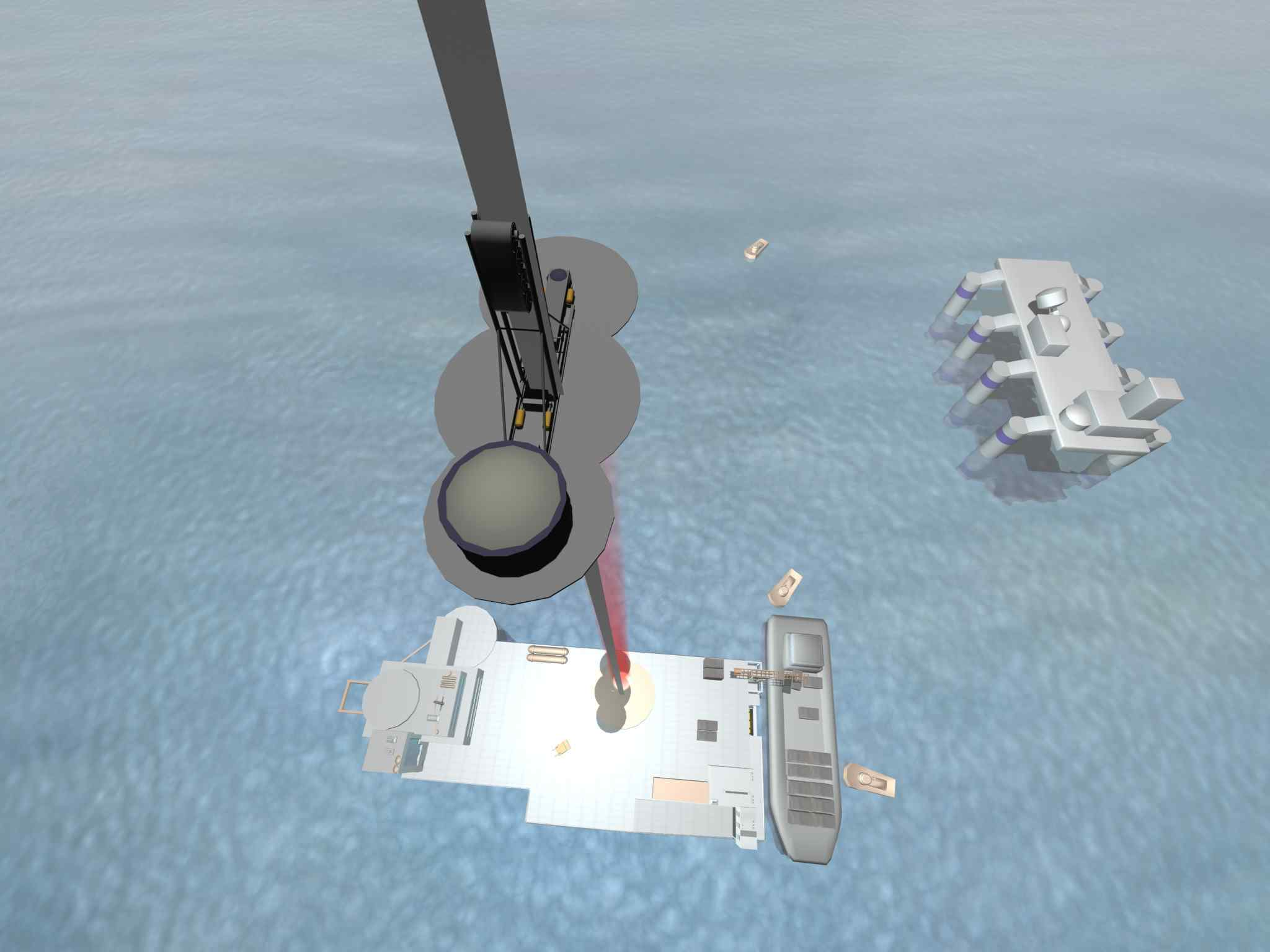
Egy elképzelés szerint az űrlift mobil tengerjáróhoz van kötve.

Számtalan űrlift terv létezik. Csaknem minden terv része egy bázisállomás, kábel, mászók és egy ellensúly. A Föld forgása az ellensúlyra felfelé ható centrifugális erőt képez. Az ellensúlyt a kábel tartja lefele, a kábelt pedig az ellensúly tartja a magasban és feszíti ki. A bázisállomás rögzíti az egész rendszert a Föld felszínéhez. A mászók fel le mozognak a kábelen a rakománnyal.

### Bázisállomás
A bázisállomás/horgony modern tervei jellemzően mozgatható állomások, nagy óceánjáró hajók vagy egyéb mozgatható felületek. A mozgatható bázisállomásoknak megvan az az előnyük a korai (föld-bázisú horgony) állomástervekhez képest, hogy irányíthatók, elkerülve az erős szeleket, viharokat és űrszemetet. Ezen kívül az óceáni horgony pontok jellemzően nemzetközi vizeken találhatók, egyszerűsítve és csökkentve a bázisállomás területének használatával kapcsolatos tárgyalásokat és azok költségeit.
A földön létrehozott állandó felületek egyszerűbb és kevésbé költséges szállítási elérhetőséget nyújtanak. Előnyük továbbá hogy nagyobb magasságokban is elhelyezhetők, például hegyek tetején, vagy lehetőség szerint akár magas tornyokon. Ez csökkenti a kábel földi gravitációs térbeli kiterjesztettségét, ezáltal (minden egyéb tervszempontot azonosnak véve) csökkenti a kábelanyaggal szembeni kritikus erősség-sűrűség követelményeket.

### Kábel

A szén nanocső egy lehetséges kábelanyag

Egy űrlift kábelnek el kell bírnia a saját súlyát, valamint a mászók többletterhét. A kábel szükséges erőssége a hosszúsággal változik, mivel különböző pontokban a kábel alsó súlyát kell elviselnie, vagy centripetális erőt kell biztosítani a felső súly megtartásához. Egy 1998-as elemzésben, NASA kutatók megjegyezték, hogy "az űrlift kábelen a maximális igénybevétel a földszinkron magasságban van, ezért a kábelnek ott kell a legszélesebbnek lennie, és exponenciálisan elvékonyodnia a Földhöz közelítve. Minden lehetséges anyag jellemezhető a vékonyodási tényezővel – a kábel földszinkron magasságbeli valamint földfelszíni sugarának hányadosával."
A kábel anyagának nagy szakítószilárdság/sűrűség hányadossal kell rendelkeznie. Az Edwards űrlift terv például legalább 100.000 kN/(kg/m) fajlagos erősséggel számol. Ez az érték figyelembe veszi az űrlift teljes súlyát. Egy vékonyodó űrlift kábel anyagának 4960 kilometer (3080 mi) hosszúságon kell saját súlyát kell megtartani tengerszinten a 35 786 km (22 236 mi)-es földállandó pályát megnyúlás nélkül. Emiatt nagyon nagy erősségű és könnyű anyagra van szükség.
Összehasonlításképp, a titánhoz hasonló fémek, a vas vagy alumínium ötvözetek törési hossza mindössze 20–30 km. A modern szálas anyagok mint a kevlár, üveggyapot és szén/grafit szál törési hosszúsága 100–400 km. A kvarc szálaknak megvan az az előnye, hogy több száz kilométerre lehet kihúzni, akár jelenlegi technológiával is. A nanoszerkezetű anyagok például a szén nanocsövek, és a mostanában felfedezett grafén szalagok (tökéletes két-dimenziós szénlapok) várt törési hosszúsága tengerszint felett 5000–6000 km, és képesek az elektromosság vezetésére.
A szén előnyös tulajdonságokkal rendelkezik a magas fajlagos erősséghez, mivel mindössze a hatodik elem a periódusos rendszerben. A szén viszonylag kevés protonnal és neutronnal rendelkezik, ami bármely anyag holtsúlyát okozza. Bármely elem atomok közötti kötési erejének legnagyobb részét mindössze pár külső elektron adja. A szén esetében, ezen kötések erőssége és tartóssága magas az atom tömegéhez viszonyítva. A szén használatában a kihívás az, hogy ezen anyagoknak kiterjeszthető legyen az előállítása nagy méretekre, mely mikroméretben is megőrzi tulajdonságait (mivel a mikroszkopikus hibák felelősek leginkább az anyagok gyengeségeiért). A legújabb (2009) szén nanocső technológia pár tíz centiméteres csövek előállítását teszi lehetővé.

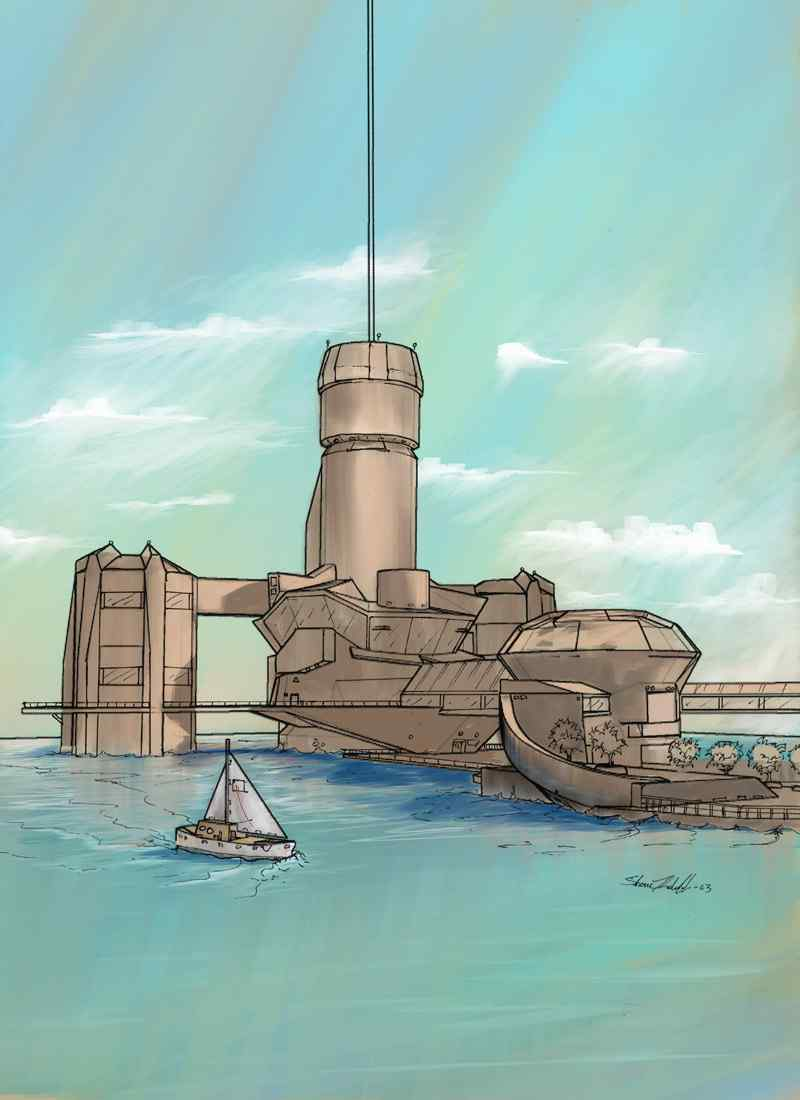
Egy tengerjáró horgony állomás mellékesen mélyvízi tengeri kikötőként szolgál.

### Mászók

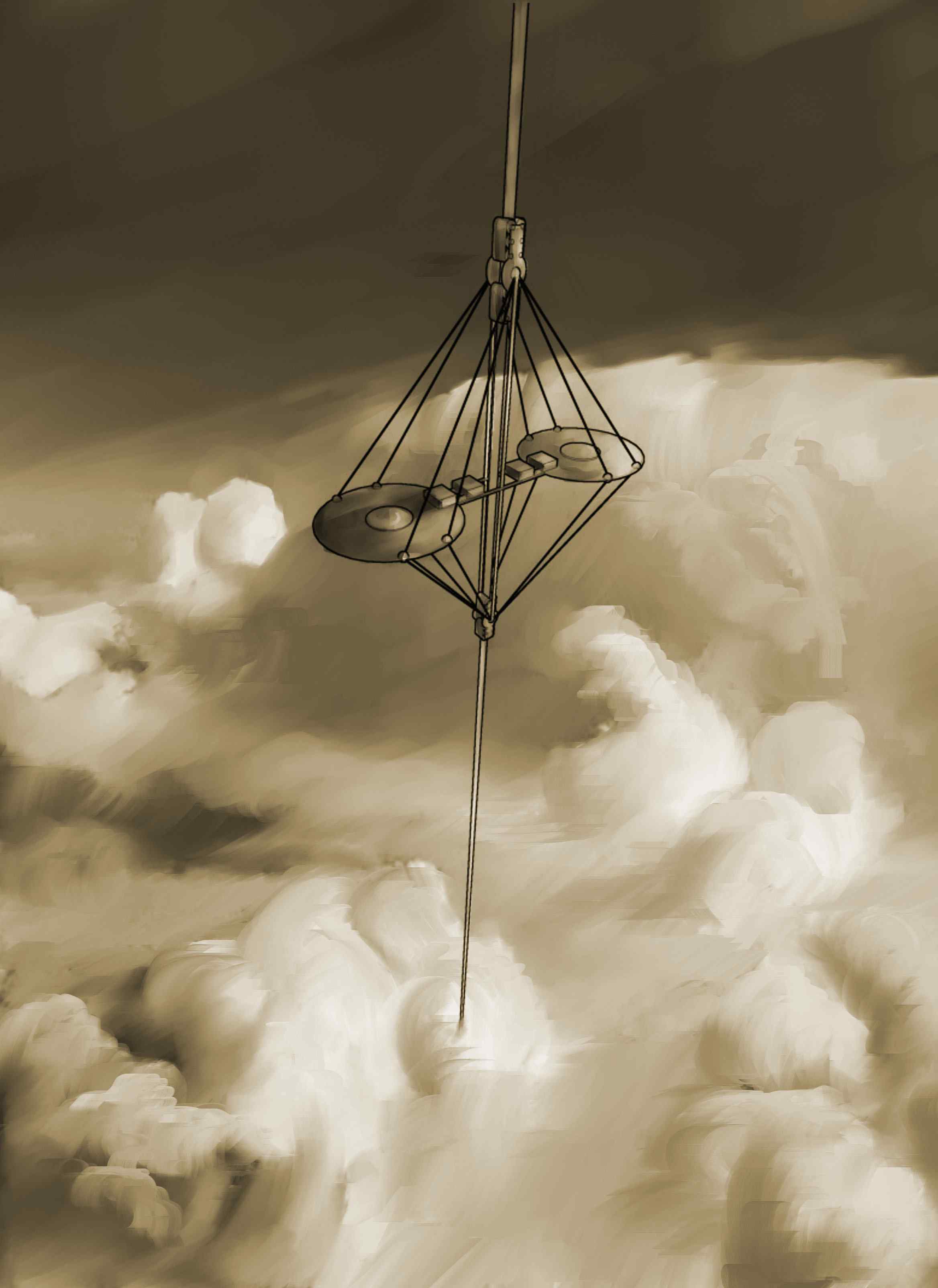
Az űrlift mászó felhőkből való leereszkedésének látványterve.

Egy űrlift nem lehet átlagos értelembe vett lift (mozgó kábelekkel), mivel a kábelnek sokkal szélesebbnek kell lennie a közepén mint a szélein. Sok javasolt terv foglalkozott ugyan mozgó kábelekkel, a legtöbb kábel terv esetében mégis a "lift" mászik a földállandó kábelen.
A mászókra vonatkozó tervek széles körűek. Azok a lift tervek, melyeknél a kábelek sík szalagok, a legtöbb esetben görgőpárokat javasolnak a kábelhez tapadáshoz.
A mászókat optimális ütemezéssel kell elhelyezni a kábelfeszültség és kilengések minimalizálása és az áteresztőképesség maximalizálása érdekében. A könnyebb mászókat gyakrabban fel lehet küldeni, egyszerre több felmenetben. Ez valamelyest növeli az áteresztőképességet, de csökkenti minden egyes hasznos teher súlyát.

Ahogyan a fülke mászik, a lift 1 fokos lejtést vesz fel, mivel a lift teteje gyorsabban halad mint az alja a Föld körül (Coriolis erő). Ez az ábra nem méretarányos.

A kábel minden egyes pontjának vízszintes sebessége a magassággal növekszik, a Föld középpontjától való távolsággal arányosan, a keringési sebességet elérve a felszín és a földállandó pálya közti magasság 66%-ánál található pontban. Amikor hasznos terhet emel az űrlift, nemcsak magassági, hanem vízszintes sebességet (perdület) is nyer. A perdületet a Föld saját forgásából nyeri. Amikor a mászó emelkedik, először kicsit lassabban halad minden azt követő kábelszakaszhoz képest, amelyre érkezik. Ez a Coriolis erő, a mászó a kábelen haladás közben nyugat felé "húz".
A centrifugális erő általános hatása a kábelre hogy az folyamatosan próbál visszatérni az energetikai szempontból kedvező függőleges irányba, és így miután egy tárgy a kábelen felemelésre kerül, az ellensúly visszaleng függőleges irányba mint egy fordított inga. Az űrliftek és rakományuk úgy lesznek tervezve, hogy a tömegközéppontjuk mindig jóval a földállandó pálya fölött van. az egész rendszer fenntartása érdekében. Az emelő és ereszkedő működést gondosan kell megtervezni, hogy az ellensúly inga-jellegű mozgását a hevederpontban ellenőrzés alatt tarthassák.
Amikor a teher elérte a felszín és földállandó közti szakasz több mint 66%-át, a vízszintes sebesség elég ahhoz, hogy a teher pályára álljon ha elengedik a kábelről.
Ellentétes folyamat zajlik a teher liften történő eresztésekor, a kábelt kelet felé döntve és észrevehetetlenül növelve a Föld forgási sebességét.
Javasolták még egy második kábel használatát egy felülethez rögzítve, hogy az emelje a hasznos terhet a főkábelen, mivel nem kell az emelőszerkezet a Föld gravitációjával szembeni saját súlyával foglalkozni. A javasolt elméleteken túl, az emelőszerkezetek meghajtása további kihívást jelent.
Egy másik tervezési feltétel lesz a mászó emelkedési sebessége. Mivel a földszinkron pálya 35 786 km (22 236 mi), feltételezve, hogy a mászó eléri a nagyon gyors autó vagy vonat 300 km/h (180 mph) sebességét, 5 napba telik majd a geoszinkron pálya megmászása.

### A mászók energiaellátása
Az erő és az energia egyaránt jelentős problémák a mászók számára, mert a mászóknak megfelelő nagyságú helyzeti energiára kell szert tenniük a lehető leggyorsabban a kábel szabaddá tételéhez a következő hasznos teher számára.
Több lehetőséget is figyelembe vettek az energia mászókhoz történő eljuttatásához:
- Az energia eljuttatása vezeték nélküli energia átadás formájában az emelkedés során.
- Az energia mászás közbeni eljuttatása valamilyen anyagszerkezet segítségével.
- Az energia mászón történő tárolásával az elindulás előtt – ehhez különösen nagy fajlagos energiára van szükség mint például nukleáris energia.
- Napelem – a panelek súlyához viszonyított energia behatárolja az emelkedés sebességét.[40]

A vezeték nélküli energiaátadás mint például a lézeres energiasugárzás tűnik jelenleg a legvalószínűbbnek. Megawattos teljesítményű szabad elektron vagy szilárd test lézerek nagyjából 10 m (33 láb) széles alkalmazkodó tükrökkel és a mászón elhelyezett, a hatékonyság érdekében a lézer frekvenciájához igazított fényelektromos cellával kombinálva. Az energiasugárral működő mászóterveknél ez a hatékonyság egy fontos tervezési cél. A nem használt energiát újra el kell sugározni hőeloszlató rendszerekkel, ami növeli a súlyt.
Yoshio Aoki, a Nihon Egyetem finommechanikai tervezőosztályának professzora és a Japán Űrlift Szövetség igazgatója egy második kábel használatát és a szén nanocsövek vezetőképességének felhasználását javasolja az energiaellátáshoz.
Több gépészeti lehetőséget is javasoltak az energiaellátáshoz; például mozgó, hurkolt vagy rezgő kábelek.[forrás?]

### Ellensúly
Több megoldása lehet az ellensúlyoknak:
- egy súlyos, befogott aszteroida;[6]
- a földállandó pályán túl elhelyezkedő űrkikötő, űrállomás vagy űrkapu; vagy
- magának a kábelnek felfelé történő további kiterjesztése, hogy a felfelé húzó erő megegyezzen egy ugyanakkora ellensúllyal;
- állomásozó elhasznált mászók melyek a kivitelezés alatt a kábel erősítésére szolgáltak, vagy szemét, és felszállított anyag az ellensúly növelése céljából.[41]

A kábel kiterjesztésének az előnye a feladat egyszerűsége, és az a tény, hogy az ellensúly-kábel végéhez érő hasznos teher a földhöz képest jelentős sebességre tesz szert, ezáltal lehetővé téve a bolygóközi űrbe való kijuttatását. Hátránya, hogy nagyobb mennyiségű kábelanyagot kell előállítani minden egyéb tömeggel rendelkező anyaghoz képest.

## Kapcsolódó elképzelések
Az "űrlift" jelenleg elfogadott elképzelése a FÁP szintet elérő szilárd nyomó szerkezetből fejlődött a legújabb elképzelés szerinti szilárd húzó szerkezetig, amely az alaphoz van rögzítve, és jóval a FÁP szint fölé ér. A szakemberek jelenlegi szóhasználatában (és ebben a cikkben is) az űrlift a Nemzetközi Űrlift Konzorcium által javasolt Ciolkovszkij–Arcutanov–Pearson-típust jelenti. Ez az elfogadott típus egy szilárd szerkezet az alaphoz rögzítve és kiterjed az űrbe elég magasan ahhoz, hogy a szállítmány megmászhassa a szerkezetet az alaptól addig a szintig, ahol a rakomány egyszerű elengedése elég a földkörüli pályára álláshoz.
Ehhez a korszerű alapfelvetéshez kapcsolódó néhány elképzelés nem mint "űrlift" került meghatározásra, de bizonyos tekintetben hasonló és a hívei néha "űrliftként" határozzák meg. Hans Moravec 1977-ben "Nem-egyidejű földkörüli égi hurok" címmel megjelent cikkében például egy forgó kábelt használó elképzelést mutat be. A forgási sebesség pontosan meg fog egyezni a földkörüli sebességgel oly módon, hogy a csúcs sebessége a legalacsonyabb ponton nulla az "emelendő" tárgyhoz képest. Dinamikusan fogja felhurkolni majd "megemelni" a magasan repülő tárgyakat földkörüli pályára, vagy az alacsonyan keringő tárgyakat magasabb pályára. Más ötletek szerint nagyon magas nyomásszilárd tornyokat használnak az indítójárműre nehezedő terhelés csökkentéséhez. A járművet a torony tetejére "emelik", mely a légkör fölé magasodik, és a tetejéről indítják el.
Ciolkovszkij eredeti elképzelése egy nyomásszilárd szerkezet volt, hasonlóan a légi antennához. Ezek a szerkezetek ugyan elérhetik az űrt (100 km, 62 mi), de nem valószínű hogy elérik a földállandó pályát. A Ciolkovszkij torony elképzelésének ötvözése javasolt a hagyományos űrlift kábellel (a FÁP szint fölé érve).
A 20 km (12 mi) űrközeli magasság eléréséhez kanadai kutatók egy magas tornyot javasoltak. A szerkezet sűrített levegővel működne, és szabadon állna, különböző ellenőrző rendszerekkel segítve a szerkezet tömegközéppontját. Az elképzelések szerint idegenforgalomra és kereskedelemre, kommunikációra, szélenergia termelésre és alacsony költségű úrkilövésre lehetne használni.
Egyéb űrlifttel (vagy az űrlift részeivel) kapcsolatos elképzelések például a földkörüli gyűrű, egy sűrített levegős űrtorony, egy űrszökőkút, indító hurok, égi hurok, űrpányva, űrdaru és az űrhajító.

## Felbocsátás a világűrbe
Egy űrlifthez kapcsolt tárgy 53 100 km-es magasságban az eleresztésekor szökési sebességgel halad. Az L1 és L2 Lagrange pontok szállítási pályáit 50 630 és 51 240 km-en történő elengedéssel lehet elérni, a hold szállítási pályáját pedig 50 960 km-en.
A Pearson kábel 144 000 km (89 000 mi)-es végén az érintőleges sebesség 10,93 km/mp (6,79 mi/s). Ez bőven elegendő a Föld gravitációs teréből való szökéshez, és szondák küldéséhez legalább a Jupiter távolságába. A Jupiternél aztán egy gravitáció által segített manőver lehetővé teszi a naprendszeri szökési sebesség elérését.

## Földön kívüli liftek
Űrliftet más bolygókon, aszteroidákon és a holdon is lehet építeni.
Egy Marsi pányva sokkal rövidebb lehetne mint a Földi. A Mars felszíni gravitációja a Földi 38%-a, miközben nagyjából a Földinek megfelelő sebességgel forog tengelye körül.
Emiatt a marsállandó pálya sokkal közelebb található a felszínhez, és így az űrlift sokkal rövidebb lenne. A jelenlegi anyagok már elég erősek egy ilyen lift megépítéséhez. Egy marsi lift megépítése nehézkes lenne a Mars Phobos holdja miatt, amely alacsony pályán kering és rendszeresen keresztezi az egyenlítőt (kétszer minden egyes 11 óra 6 perces pálya menti periódus során).
A hold közelebbi oldalán, a holdi űrlift erősség-a-sűrűséghez aránynak megfelelő pányvához léteznek jelenleg rendelkezésre álló anyagok. Egy holdi űrlift nagyjából 50 000 kilometer (31 000 mi) hosszú lenne. Mivel a hold nem forog elég gyorsan, nincs hatásos hold-állandó pálya, de a Lagrange pontok használhatók. A közeli oldal kiterjesztődne a Föld-Hold L1 pontján keresztül a Föld holdjának látható részének a közepéhez közel található horogpontjából.
A hold távolabbi oldalán, egy holdi űrliftnek nagyon hosszúnak kell lennie (több mint kétszer olyan hosszúnak mint a földi liftnek), az alacsony holdi gravitációnak köszönhetően azonban létező anyagokból is elkészíthető.
Gyorsan pörgő kisbolygók vagy holdak használhatnak kábeleket különböző tárgyak megfelelő pontokba történő kilövéséhez, mint például a föld körüli pályák;[forrás?] vagy fordítva, tárgyak kilövéséhez a kisbolygó vagy hold tömegének jelentős részének fölkörüli pályára vagy Lagrange pontba juttatásához. Freeman Dyson fizikus és matematikus javasolta[forrás?] kisebb rendszerek használatát a naptól távol eső pontokban történő energia előállításhoz, ahol a napenergia használata nem gazdaságos.
Egy jelenleg rendelkezésre álló mérnöki anyagot felhasználó űrlift megépíthető kölcsönösen árapály rögzített világok esetében, mint például a Plútó és Charon, vagy a végső szétválás nélküli két-összetevős Antiope kisbolygó, a Kent Egyetemi Francis Graham szerint. Ugyanakkor puffer segítségével változtatható hosszúságú kábelt kell használni a pályák elliptikussága következtében.

## Megépítés
Az űrlift megépítéséhez pár technikai kockázatot csökkenteni kell. Előrehaladás kell a tervezésben, gyártásban és fizikai technológiában. Miután az első űrlift megépül, a második, és minden azt követő felhasználhatja az előzőket az építkezés során, ezzel jelentősen csökkentve a költségüket. Ilyen követő űrliftek hasznosíthatják továbbá az első űrlift megépítésével a technikai kockázatokban elért jelentős csökkentést.
Az építkezést úgy kell elképzelni, hogy egy hosszú kábelt leeresztenek egy nagy orsóról. Az orsó kezdetben egy földállandó pályán parkol a tervezett horogpont felett. Amikor egy hosszabb kábel "leeresztésre" (a Föld felé) kerül, az egész rendszert ki kell egyensúlyozni "felfelé" (a földtől elfelé) eresztett ellensúllyal annak érdekében, hogy az egész rendszer fölszinkron pályán maradjon. A korábbi tervek az egyensúlyozó tömeget egy másik kábelnek képzelték (egy ellensúllyal) felfelé kiterjesztve, a fő orsót az eredeti földállandó pályán tartva. A legújabb tervek az orsót magát használják fel amikor a főkábelt kiengedték, ami egy egyszerűbb folyamat. Amikor a kábel alsó vége elég hosszú ahhoz hogy elérje a Földet (az egyenlítőnél), akkor lehorgonyozható. Lehorgonyozás után a tömegközéppontot tovább emelik kifelé (a felső véghez tömeg hozzáadásával vagy még több kábel kieresztésével). Ez nagyobb feszültséget ad a teljes kábelnek, ami ezután liftkábelként használható.

### Biztonsági problémák és kihívások a megépítésnél
A korai rendszereknek a felszíntől a geoszinkron pályáig tartó utazási idő nagyjából öt nap. Ezeken a korai rendszereken, a Van Allen sugárzási övön átjutással töltött idő elég lesz ahhoz, hogy az utasokat pajzzsal kelljen védeni a sugárzástól, ami tovább növeli a mászók tömegét és csökkenti a hasznos teher súlyát.
Az űrlift navigálási veszélyt jelent, mind a légiközlekedés mind pedig az űrközlekedés számára. A légi járművek eltéríthetők légi közlekedés ellenőrzési megkötésekkel. Minden stabil pályán lévő tárgy amely földközelsége a kábel maximális magassága alatt van, és nincs a kábellel szinkronban, végső soron befolyásolja a kábelt, amíg elkerülő műveleteket nem végeznek. Egy Edwards által javasolt lehetséges megoldást jelent egy mozgatható horgony használata (tengeri horgony), a pányva számára lehetővé téve a "félreugrást" bármiféle, megfigyeléshez elég nagy űrszemét elől.
Az olyan űrtárgyak hatása, mint a meteoritok, mikrometeoritok és az ember által létrehozott keringő űrszemét újabb nehézséget jelentenek a kábel tervezésénél. A kábelnek a tervek szerint el kell tudni navigálni a szemét útjából, vagy törés nélkül el kell viselnie a kisebb szemét hatását.

### Gazdaságtan
Egy űrlift segítségével az anyagok a jelenlegi költségek töredékéért juttathatók el föld körüli pályára. 2000-ben, egy hagyományos rakétás földállandó pályára történő feljuttatás 11,000 $ fontonként (25,000 $ kilogrammonként). A jelenlegi elképzelések szerint az ár 100 $ fontonkénttől (220 $ kilogrammonkénttól) indul, az 5-300 $/kg-os indító hurokhoz hasonlóan, de több, mint a Dr. Jerry Pournelletől idézett földkörüli űrhajó rendszer 310 $/tonna 500 km-es földkörüli pályára juttatási költsége.
Philip Ragan, a "Bolygó elhagyása űrlifttel" könyv társszerzője kijelenti, hogy "az első ország, mely elsőként helyez el egy űrliftet, 95%-os költségelőnyre tesz szert, és ezzel lehetséges hogy a teljes űrtevékenységet irányítani fogja".

## Fordítás
- Ez a szócikk részben vagy egészben  a   Space elevator című angol Wikipédia-szócikk fordításán alapul.  Az eredeti cikk szerkesztőit annak laptörténete sorolja fel. Ez a jelzés csupán a megfogalmazás eredetét és a szerzői jogokat jelzi, nem szolgál a cikkben szereplő információk forrásmegjelöléseként.

## További olvasmányok
- Edwards BC, Ragan P. "Leaving The Planet By Space Elevator" Seattle, USA: Lulu; 2006. ISBN 978-1-4303-0006-9
- Edwards BC, Westling EA. The Space Elevator: A Revolutionary Earth-to-Space Transportation System. San Francisco, USA: Spageo Inc.; 2002. ISBN 0-9726045-0-2.
- Space Elevators – An Advanced Earth-Space Infrastructure for the New Millennium [PDF]. A conference publication based on findings from the Advanced Space Infrastructure Workshop on Geostationary Orbiting Tether "Space Elevator" Concepts, held in 1999 at the NASA Marshall Space Flight Center, Huntsville, Alabama. Compiled by D.V. Smitherman, Jr., published August 2000.
- "The Political Economy of Very Large Space Projects" HTML PDF, John Hickman, Ph.D. Journal of Evolution and Technology Vol. 4 – November 1999.
- The Space Elevator NIAC report by Dr. Bradley C. Edwards
- A Hoist to the Heavens By Bradley Carl Edwards
- Ziemelis K. (2001) "Going up". In New Scientist 2289: 24–27. Republished in SpaceRef Archiválva 2022. január 12-i dátummal a Wayback Machine-ben. Title page: "The great space elevator: the dream machine that will turn us all into astronauts."
- The Space Elevator Comes Closer to Reality. An overview by Leonard David of space.com, published 27 March 2002.
- Krishnaswamy, Sridhar. Stress Analysis – The Orbital Tower (PDF)
- LiftPort's Roadmap for Elevator To Space SE Roadmap (PDF)
- : New Scientist

- Peter Swan & Cathy Swan, "Space Elevator Systems Architecture." Lulu.com 2007. ISBN 978-1-4303-1405-9 See ref. 555344 at www.lulu.com

## Űrlift a sci-fi irodalomban
- Arthur C. Clarke – Az éden szökőkútjai
- Arthur C. Clarke – 3001. Végső űrodüsszeia
- Arthur C. Clarke – A távoli Föld dalai – földi űrhajó és a Thalassa bolygó közötti űrlift.
- Arthur C. Clarke – Stephen Baxter – Napvihar (Galaktika Fantasztikus Könyvek, 2007)
- Arthur C. Clarke – Frederik Pohl – Végső bizonyítás
- Kim Stanley Robinson – Vörös Mars – marsi űrlift. A Mars trilógiában szerepel földi űrlift is.
- Frank Schätzing – Limit